# Ильковичи (Могилёвская область)
И́льковичи (бел. Ількавічы) — деревня в составе Ланьковского сельсовета Белыничского района Могилёвской области Белоруссии.

## Население
- 2010 год — 50 человек